# Franz Ferdinand Wolff
Franz Ferdinand Wolff (auch: Frantz Ferdinand Wolff; * 1747; † 27. Mai 1804 in Hannover) war ein deutscher Jurist und Konsistorialsekretär.

## Leben und Werk
Franz Ferdinand Wolff war ab 1770 als „candidatus juris“ beim Konsistorium in Hannover beschäftigt. Ab 1795 wirkte er als „Consistorialsecretär daselbst.“
Er verfasste um die Wende vom 18. zum 19. Jahrhundert verschiedene Schriften etwa über Blitzableiter, die Voltasche Säule, Elektrizität, den Lichtschein und die Windbüchse.

## Rezensionen
- Compendium zum Vortrage über die Experimentalnaturlehre, für die höheren Klassen der Schulen, entworfen von Franz Ferdinand Wolff, Kön. u. Churf. Konsist. Sekr. in Hannover. 1791. 352 S. gr. 8°, in: Allgemeine Literaturzeitung, Nummer 137 vom 21. Mai 1792; Digitalisat über die Thüringer Universitäts- und Landesbibliothek Jena (ThULB)